# Chrysoglossum
Chrysoglossum es un género con cuatro especies de orquídeas de hábito terrestre. Es originario de Asia tropical y subtropical y sudoeste del Pacífico.

## Descripción
Son especies terrestres con una única hoja apical por cada  pseudobulbo y una inflorescencia terminal que no está densamente florida y tiene una columna con pequeñas alas o brazos sobre el frente de un distintivo pie.

## Taxonomía
El género fue descrito por Carl Ludwig Blume y publicado en Bijdragen tot de flora van Nederlandsch Indië 7: 337. 1825.
Etimología
Chrysoglossum: nombre genérico que deriva de las palabras griegas: chrysos =  "dorado" y glssum= "lengua", lo que significa "lengua dorada" refiriéndose al color del labio de esta especie.

## Especies
- Chrysoglossum assamicum  Hook.f. (1890)
- Chrysoglossum ensigerum  W.Burgh & de Vogel (1997)
- Chrysoglossum ornatum  Blume (1825) - especie tipo
- Chrysoglossum reticulatum  Carr (1935)